# Abraxas sparsatahazeleighensis
Abraxas sparsatahazeleighensis är en fjärilsart som beskrevs av Porritt 1920. Abraxas sparsatahazeleighensis ingår i släktet Abraxas och familjen mätare. Inga underarter finns listade i Catalogue of Life.